# PIAT
PIAT byl britský vrhač protitankových granátů používaný za 2. světové války.
Název vznikl jako zkratka z Projector, Infantry, Anti-Tank. Zbraň vystřelovala 1,1 kg těžké kumulativní nálože, které dokázaly probít 100 mm silný pancíř.

## Historie
Hlavní protitankovou zbraní pěchoty britské armády před vstupem do 2. světové války byla protitanková puška Boys. Na začátku války mohla tato puška ještě vyřadit slabě pancéřový tank německé armády. S rychlým zvyšováním pancéřování tanků se staly protitankové pušky záhy neefektivní. Bylo proto potřeba hledat nový způsob boje proti tankům. V roce 1940 kdy hrozilo nebezpečí invaze německých vojsk do Velké Británie vyvinul Stewart Blacker čepový minomet nazývaný Blacker bombard původně určený pro domobranu. Zbraň byla poměrně těžká a neměla velký dostřel, proto byla využívána především pro obranu letišť ve vybudovaných palebných postaveních. Blacker se snažil dále minomet zmenšit a upravit aby z něj mohla být efektivní protitanková zbraň, tím že použil jako střelu kumulativní nálož. V roce 1941 Blacker představil prototyp zbraně, kterou nazýval Baby Bombard výzbrojní komisi, tu zbraň nepřesvědčila, protože byla značně nespolehlivá a výbušniny nevybuchovaly při dopadu na cíl. Blacker byl v tu chvíli zaneprázdněn prací na jiných úkolech a přenechal zbraň kolegovi Millisi Jefferisovi, který zbraň přepracoval a uvedl do funkčního stavu. Zbraň dostala jméno PIAT a produkce začala v srpnu 1942. Poprvé byly PIATy nasazeny v boji při invazi na Sicílii. Zbraně nevydržely v britské výzbroji dlouho a v 50. letech začaly být v britské armádě nahrazovány americkou M20 "Super Bazooka", ale v jiných zemích vydržely ve výzbroji déle.

## Funkce
PIAT je z funkčního hlediska čepový minomet, to znamená že střela není vedena hlavní, ale čepem uvnitř střely podobně jako nadkaliberní puškové granáty. PIAT nepotřebuje hlaveň, zařízení v přední části do kterého se vkládá granát slouží pouze k zachycení střely a brání jejímu předčasnému vypadnutí. Po natažení pružiny je čep skryt uvnitř zbraně, stisknutím spouště je uvolněna pružina uvnitř zbraně, která tlačí vpřed čep, ten narazí na zápalku na dně výmetné nálože a odpálí střelu. Výstřel zatlačí čep dovnitř zbraně a tím zároveň tlumí zpětný ráz.

## Obsluha
Zbraň mohl ovládat jen jeden voják, ale zpravidla byla obsluhována v dvoučlenném týmu, kdy jeden voják nesl PIAT a druhý munici. Před výstřelem byl nutné natáhnout silnou pružinu uvnitř zbraně, která poháněla vpřed čep, který plnil zároveň funkci úderníku. Pružinu bylo možné natáhnout buď vestoje (kdy si střelec stoupl na ramenní opěrku, uchopil PIAT za monopod a rukojeť) případně natáhnout zbraň v leže na zádech, například pokud se střelec ocitl pod palbou. Zpětný ráz po výstřelu zatlačil čep zpět dovnitř zbraně, čímž stlačil pružinu. Sporadicky se stávalo, že výstřel pružinu automaticky nenatáhl a musela se pro opětovný výstřel natáhnout ručně. PIAT nebyl vojáky příliš oblíben pro svou velkou hmotnost, velký zpětný ráz a nutnost natahovat silnou pružinu. Výraznou nevýhodou PIATu byl malý dostřel. Jeho hlavní výhodou bylo, že při výstřelu nevznikal výrazný záblesk ani kouř, který by prozrazoval pozici střelce, další velkou výhodou oproti zbraním využívajícím reaktivní pohon byla absence horkých povýstřelových spalin, unikajících na konci zbraně, takže bylo možno použít PIAT v budovách i při střelbě vleže, nebo z krytů (z domu) bez nebezpečí pro střelce.

## Uživatelé

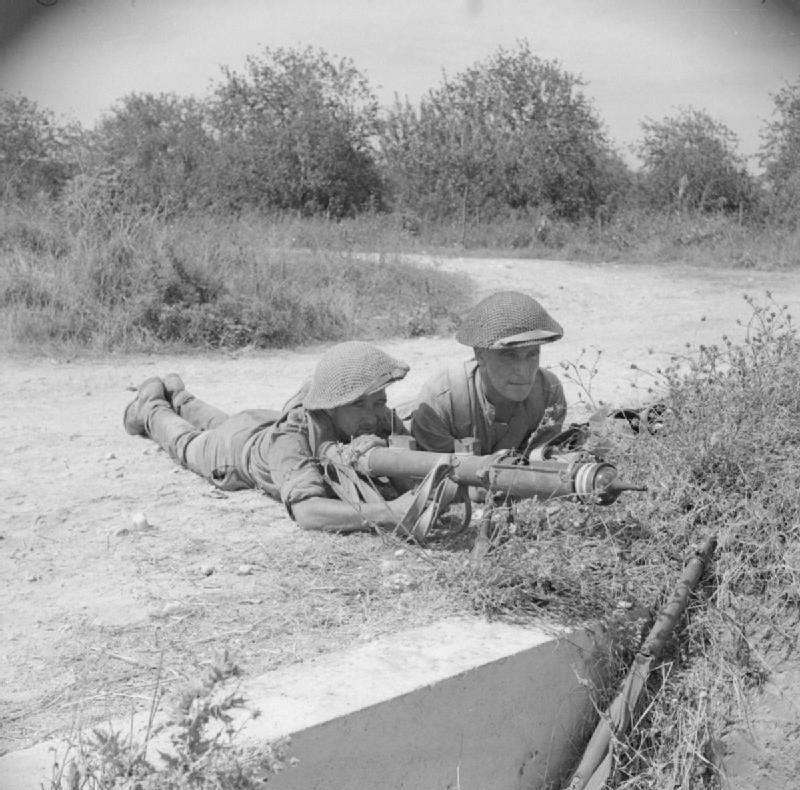
Britští vojáci s PIATem, Itálie 1943

V průběhu druhé světové války byly PIATy poskytovány také povstalcům, objevily se tak například v Polsku při Varšavském povstání, užívali je Jugoslávští partyzáni i jednotky Svobodné Francie. Zbraně byly dodávány do Sovětského svazu na základě smlouvy Lend and Lease Act. Po válce byly ve výzbroji různých států Commonwealthu bojujících v Korejské válce. Poměrné dlouho vydržely PIATy ve výzbroji Indie.